# Weltmacht
Weltmacht, im Unterschied zum umfassenderen Begriff Großmacht, bezeichnet einen Staat, der auf weltpolitischer Ebene wesentlichen Einfluss ausübt. Im Unterschied zum Weltreich setzt der Begriff daher das Vorhandensein einer globalen politischen Ebene voraus und ist somit für die Zeit vor dem Zeitalter der Entdeckungen nicht angemessen.

## Geschichte des Begriffs
Im Laufe des 19. Jahrhunderts hat der politische Stellenwert staatlicher Macht eine inhaltliche Veränderung erfahren. Die Lehre von den Großen Mächten löste sich aus der europäisch geprägten Bedeutung von Großmacht. Die europäischen Mächte (Pentarchie der Großmächte) entwickelten sich auch unter dem Einfluss des Imperialismus von dem bisherigen politischen Ziel einer Stabilisierung europäischer Machtverhältnisse zu einer widerstreitenden und teilweise gegeneinander gerichteten Weltpolitik. Damit wurde Großmacht nicht mehr nur über den Begriff Landmacht, sondern auch unter Berücksichtigung von Seemacht definiert. Bestimmend für diesen Prozess waren das sich weiterentwickelnde Nationalbewusstsein der Mächte und die entstehenden ökonomischen Zwänge der industriellen Revolution. Es kam zu einer Synthese der Begriffe Großmacht und dem schon seit 1820 im Brockhaus Band 10 benannten Begriff Weltmacht. Die Begriffe Weltmacht und Großmacht waren identisch geworden. Es entstand ein Weltstaatensystem. Die Entwicklung von einem europäisch konzentrierten zu einem weltpolitisch geprägten Politikansatz führte im Imperialismus und Kolonialismus zu einer globalen Machtpolitik.

## Entwicklung des Weltmächtesystems
Ein System der Weltmächte entstand im Zeitalter des Imperialismus, als einige Großmächte, insbesondere Russland, das Osmanische Reich, die Vereinigten Staaten und das Deutsche Reich versuchten, die Vormachtstellung Großbritanniens und Frankreichs zu erreichen oder gar zu übertreffen. Dem französischen Kaiserreich war es bereits unter Napoleon Bonaparte gelungen, Großbritanniens Machtstellung zu erreichen. Der Erste Weltkrieg und noch mehr der Zweite Weltkrieg lassen sich in diesem Sinne als Kampf um eine Weltmachtstellung interpretieren.
Im Zweiten Weltkrieg strebten Japan, das Deutsche Reich und Italien eine Weltmachtposition an. Das Ergebnis des Krieges war dann, dass die USA und die Sowjetunion Weltmachtstatus gewannen. Ihre gegenüber den Weltmächten des imperialistischen Zeitalters noch herausgehobenere Position als Führungsmächte von Ost- und Westblock fand in der Wortprägung Supermacht ihren Ausdruck. Nach dem Zerfall der Sowjetunion blieben die USA als einzige Weltmacht zurück. Für diese neue Machtstellung hat der ehemalige französische Außenminister Hubert Védrine den Begriff Hypermacht geprägt.

## Verwendung der Bezeichnung
Zum einen bezeichnet Weltmacht eine etablierte Macht, die die bestehende Ordnung aufrechterhält, wie es zunächst Spanien und danach Frankreich oder Großbritannien zur Zeit der kolonialen Imperien, die USA und die Sowjetunion zur Zeit des Ost-West-Konflikts waren und die USA als einzige Weltordnungsmacht seit 1991 sind. Zum anderen spricht man vom Aufstieg zur Weltmacht, wenn eine Großmacht versucht, in den Kreis der Weltmächte vorzustoßen, wie es im Zeitalter des Imperialismus das wilhelminische Deutsche Reich tat und gegenwärtig China zu unternehmen bereit ist.